# 3-то основно училище „Ангел Кънчев“
Вижте пояснителната страница за други значения на Ангел Кънчев.
III основно училище „Ангел Кънчев“ е основно училище във Варна, на адрес ул. „Роза“ № 23.
Директор на училището е Марионела Николова.
Патронният празник на училището е на 5 март – деня на смъртта на Ангел Кънчев. Празникът всяка година се отбелязва с историческа викторина.